# Rörbo
Rörbo är en bebyggelse i Hagby socken i Uppsala kommun. Från 2015 avgränsar SCB här en småort.